# Инфографика
Инфографиката е визуален елемент, чрез който се представя информация. С помощта на илюстрации, диаграми, триизмерни модели, анимации и други, често придружени с текст, инфографиката онагледява процеси, събития, механизми, бизнес логика.